# Église anglicane (Bordighera)
L'église anglicane de Bordighera est un ancien lieu de culte anglican situé  via Regina Vittoria à Bordighera, dans la province d'Imperia, en Ligurie. L'édifice, ainsi que Villa Rosa, font partie des biens protégés par la Surintendance pour les biens architecturaux et les paysages de la Ligurie.

## Historique
Quand on regarde Bordighera aujourd’hui, on peut voir partout les signes du tourisme britannique, se comportant en Italie comme ils le faisaient dans le reste du monde, ils ont investi pour améliorer la ville qu’ils aimaient. Un bon exemple de cela est l’église anglicane de Bordighera. En 1863 les premiers touristes britanniques se réunissaient pour leurs services religieux à l’Hôtel d’Angleterre, maintenant connu sous le nom de Villa Eugenia, située au 218 de la via Vittorio Emanuele. Au vu de l’augmentation des fidèles anglicans présents, l’année suivante l’évêque anglican de Gibraltar nomma un pasteur stable pour la ville de Bordighera, le révérend Henry Sidebotom. 
L’hôtel d’Angleterre devenu trop petit, la communauté se déplaça donc dans la chapelle privée de Villa Rosa, propriété de Mme Walker Fanshawe, cependant, le nombre de fidèles ne cessait de croître et ce lieu aussi devint trop petit. Il fallait trouver une installation stable, Mme Walker Fanshawe donna donc une partie du parc de sa villa en 1873 pour bâtir une nouvelle église. 
Grâce à l’aide de Charles Henry Lowe, l’église fut rapidement construite et baptisée avec le nom « All Saints Church ». Maintenant que les Britanniques avaient un lieu de repère dans la ville, celui-ci devint aussi un lieu de vie sociale, car, chaque jeudi, le pasteur ouvrait le presbytère pour discuter avec les personnes les plus actives de la ville, à l’heure du thé. La petite église fut agrandie en 1883 et en 1890, quand on ajouta les deux allées latérales, une nouvelle sacristie et l'orgue. 
À la fin du XXe siècle, alors que les touristes britanniques étaient partis, l’église anglicane a été achetée par la ville de Bordighera. Restaurée, elle est devenue un important centre culturel polyvalent pour concerts, expositions et conférences. 

## Galerie photographique

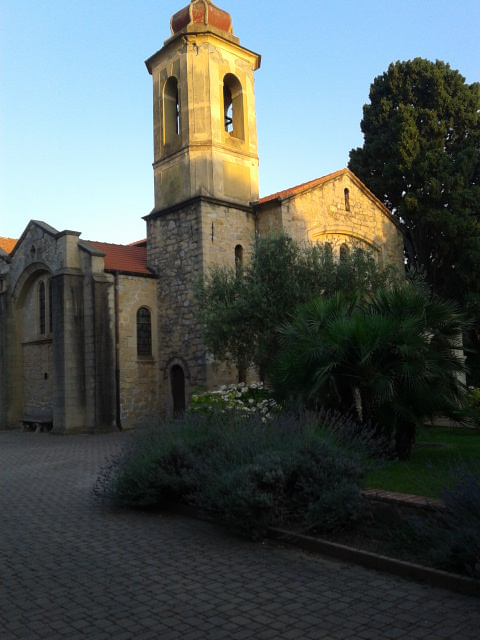
Église Anglicane, vue latérale
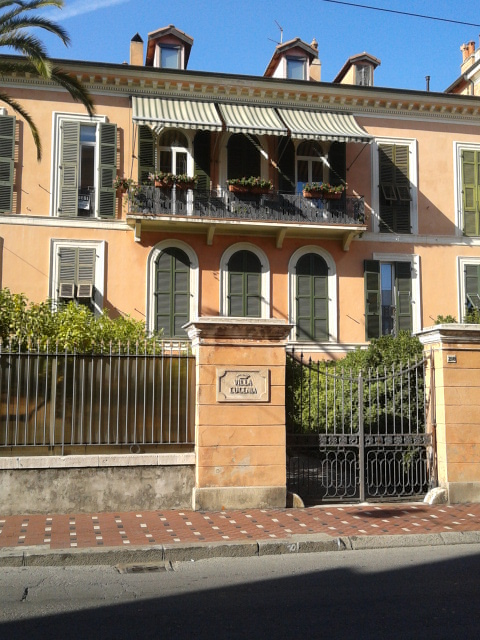
Villa Eugenia, ex Hôtel d'Angleterre, Bordighera
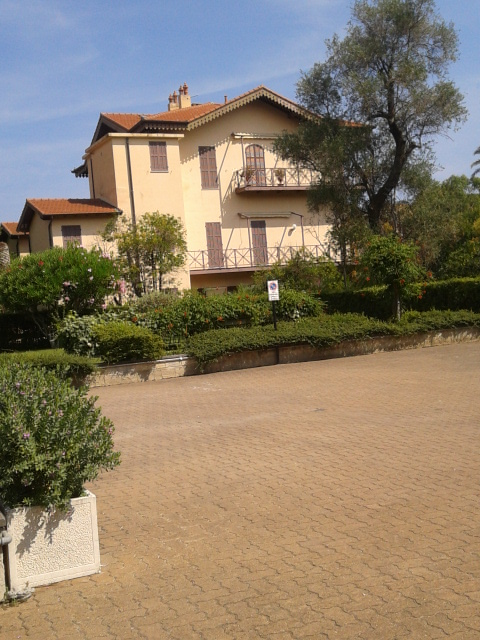
Villa Rosa, Bordighera